# Escudo de Praga
El escudo de la ciudad de Praga está inspirado en el de Staré Mesto dado que, al producirse en 1784 la unión de Staré Mesto, Nové Mesto, Hradčany y Malá Strana se formó la Praga actual. Se decidió utilizar el escudo Staré Mesto, ya que en ella se encontraban situadas las magistraturas de la ciudad. La versión actual data de 1918, sufrió algunas modificaciones en 1964. El diseño actual es de 1991. 
El motivo central del escudo propiamente dicho es una muralla, que representa la muralla de Praga, y tres torres con ventanas y cubiertas inclinadas. Tanto la muralla como la torre están almenadas y son de color dorado. Se encuentran situadas sobre un campo de color rojo (de gules en terminología heráldica). La puerta de muralla aparece representada abierta y por ella asoma un brazo que portando una espada. 

Este escudo posee como timbre heráldico tres yelmos, adornados con lambrequines y tres coronas abiertas de oro, amarillo heráldico, de cuatro florones (tres a la vista) cada una de ellas.
Sobre cada uno de los dos yelmos laterales aparecen colocadas doce banderas que se corresponden con las doce banderas históricas de los distritos que quedaron integrados en la ciudad de Praga. Entre los dos grupos de banderas aparece representado un león rampante y horquillado (con una cola doble), con una corona abierta de cuatro florones (tres a la vista) de oro. Este león fue el elemento central del blasón del antiguo Reino de Bohemia y figura en el primer y cuarto cuartel del actual escudo checo.
Las banderas situadas sobre el yelmo de la derecha del escudo, la izquierda del espectador, son: Nové Město, Hradčany, Vyšehrad, Libeň, Bubeneč, Košíře, Smíchov, Vršovice, Žižkov, Uhříněvěs, Horní Počernice Y Zbraslav. Las banderas representadas en el otro yelmo representan  (desde la derecha del espectador al centro del escudo): Staré Mìsto, Malá Strana, Josefov, Holešovice-Bubny, Břevnov, Karlín, Nusle, Královské Vinohrady, Vysočany, Modřany, Radotín y Dubeč. 

Sostienen el escudo propiamente dicho dos leones rampantes y horquillados idénticos al situado sobre el yelmo central. Estos leones aparecen situados sobre una corona formada con ramas de limonero, un adorno muy empleado en la heráldica checa y del antiguo Reino de Bohemia.
Sobre las ramas de limonero aparece colocado un pergamino o cinta de gules en el que puede leerse la siguiente inscripción, escrita en letras de oro (color amarillo o dorado):  PRAGA CAPUT REI PUBLICAE, (que en latín significa "Praga Capital de la República"). Esta expresión ha sustituido a la Antigua,  PRAGA CAPUT REGNI que significaba "Praga Capital del Reino". En la actualidad esta inscripción puede observarse en el escudo de la sede del Ayuntamiento de Praga.
Existe una versión simplificada en la que únicamente aparece representado el escudo propiamente dicho, sin los adornos exteriores. El escudo de Praga figura en algunas versiones de la bandera de esta ciudad.

## Fuente
- Coat of arms of Prague, Flag of Prague. Flags of the World (en inglés). Consultado el 24/05 de 2010